# Boulevard (gruppo musicale canadese)
I Boulevard (precedentemente conosciuti come BLVD) sono una band canadese hard rock (originariamente chiamata BLVD) fondata a Calgary, Alberta nel 1983 da Mark Holden (cantante/sassofonista) e Randy Gould (chitarrista). Il gruppo si sciolse nel 1991, ma nel 2014 si è riunito per partecipare al Firefest Festival di Nottingham. Il gruppo ha dichiarato di star lavorando a del nuovo materiale che dovrebbe uscire nel tardo 2016.

## Storia del gruppo
Nel 1983 Mark Holden fu invitato a lavorare nei nuovi studi di registrazione Thunderhead di Calgary, Alberta. Li incontrò Randy Gould e con lui reclutò il cantante David Forbes di Seattle con cui fondò la band BLVD. Quando lo studio fallì nel 1985, il gruppo si mosse a Vancouver e continuò a registrare demo finché non ottenne un contratto con la MCA Records nel 1987. La formazione del gruppo si completò con l'aggiunta di Andrew Johns (tastierista), Randy Burgess (bassista) e Jerry Adolphe (batterista).
L'omonimo disco d'esordio fu registrato agli studio Ocean Sound di Vancouver dal produttore Pierre 'Baz' Bazinet e fu mixato da Bob Rock e Mike Fraser. L'album produsse 4 singoli e 2 video e la band ottenne molto successo in Canada, grazie anche a un tour con i Glass Tiger.
Nel 1990 i BLVD cambiarono nome in Boulevard e cambiarono formazione ingaggiando Thom Christiansen al basso e Randall Stoll alla batteria. Con questa formazione registrarono Into the Street ai Venture Studios di Vancouver con John Punter e pubblicarono 2 singoli in Canada. Con un disco che non riuscì a entrare in classifica, la band decise di sciogliersi nel 1991.
Dopo anni di silenzio, il frontman David Forbes riappare inaspettatamente sulle scene nel 2013 prendendo parte con la sua voce a "Charming Grace", progetto AOR all star fondato da membri di Shining Line e Wheels Of Fire. L'album di debutto è stato pubblicato lo stesso anno dall'etichetta tedesca Avenue Of Allies Music.
A seguito di tale ritorno, Forbes e gli altri membri dei Boulevard decidono di riunirsi ufficialmente, annunciando di partecipare all'ultima edizione del noto festival inglese di tre giorni "Firefest", in programma a Nottingham nel mese di ottobre 2014.

## Discografia
- 1988 - BLVD
- 1990 - Into the Street
- 2015 - Live from Gastown
- 2017 - Boulevard IV Luminescence

## Singoli
- "In the Twilight" (1988)
- "Never Give Up" (1988) CAN numero 23
- "Far From Over" (1988) CAN numero 26
- "Dream On" (1988) CAN numero 31
- "Lead Me On" (1990) CAN numero 21
- "Crazy Life" (1990) CAN numero 47
- "I Need You Tonight"

## Formazione

### Formazione attuale
- David Forbes - voce
- Randy Gould - chitarra
- Mark Holden - sassofono
- Thom Christiansen - basso
- Randall Stoll - batteria
- Andrew Johns - tastiera

### Ex componenti
- Randy Burgess - basso
- Jerry Adolphie - batteria